# Pietro Bassi
Pietro Bassi (Genova, 26 maggio 1922 – Lione, 11 marzo 1984) è stato un fisico italiano.
Fu un importante esponente della ricerca italiana nel campo della fisica nucleare. 

## Biografia
Nato a a Genova nel 1922, si laureò in Fisica nell'Ateneo di Padova nel 1944. Nel 1952 volò a Boston con Bruno Rossi per iniziare la ricerca presso il Massachusetts Institute of Technology (MIT) nella fisica sperimentale. Rientrato in Italia, dopo un periodo come professore straordinario di Fisica presso l'Università di Messina, a Bologna tenne la prima cattedra di Fìsica sperimentale nella Facoltà di Scienze e, dal 1962, quella di Fìsica nella Facoltà di Ingegneria. 
La ricerca per studiare le proprietà dei grandi sciami atmosferici, iniziata al MIT di Boston con Bruno Rossi, necessitava di contatori a scintillazione liquidi. Le ricerche e gli esperimenti sui raggi cosmici, con contatori Geiger e dispositivi elettronici sviluppati ad hoc, dimostrarono che lo studio degli sciami estesi forniva informazioni cruciali sulla componente di alta energia della radiazione cosmica primaria, influenzando così in modo determinante il programma di ricerche del MIT.
Tornato a Padova, il Bassi si dedicò alla costruzione di camere a bolle, strumento ideato negli Stati Uniti nel 1952 da Donald A. Glaser. Nel 1955, nonostante le difficoltà tecniche, con i suoi collaboratori riuscì, primo in Europa, a realizzarne un modello funzionante. Successivamente Bassi realizzò una nuova camera a bolle, la prima utilizzata al CERN di Ginevra nel 1958, contribuendo in modo determinante alla ricerca nella fisica delle particelle elementari subatomiche.
A Bologna coprì l'incarico di coordinare le sezioni di Bologna, Padova, Pisa, Roma e Trieste per la costruzione di una camera a idrogeno presso l'Istituto nazionale di fìsica nucleare. Venne realizzata la cosiddetta “camera a bolle nazionale”, anch'essa impiegata al CERN. Molto importanti furono quindi gli esperimenti sulla non conservazione della parità nelle interazioni deboli e sull’invarianza per parità delle interazioni forti. 
A Bologna dal 1964 al 1978 diresse la Scuola di specializzazione in ingegneria e tecniche nucleari dell’Università, e fino al 1981 il Laboratorio di ingegneria nucleare di Monte Cuccolino. Pietro Bassi fu membro della giunta esecutiva dell'Istituto Nazionale di Fisica Nucleare dal 1968 al 1971, promotore in Italia delle ricerche in fisica nucleare, portando a termine diverse riforme dell’ente.
Il suo nome è ricordato con il premio "Pietro Bassi", destinato a giovani fisici nucleari sperimentali, bandito ogni tre anni dalla Società Italiana di Fisica, con il contributo della famiglia.

### La Camera a Bolle: il contributo di Pietro Bassi
La camera a bolle è uno strumento che permette di rivelare particelle subatomiche elettricamente cariche. È costituita da un contenitore riempito di un liquido trasparente che, in condizioni stabili, fa in modo che al passaggio di una particella ionizzante si formino bolle lungo la traiettoria, da qui il nome “camera a bolle”. La prima venne costruita nel 1952 da Donald Glaser, un abilissimo fisico e uno dei primi imprenditori biotecnologici della storia (aveva appena 25 anni quando realizzò il primo modello). Essa rappresentava ancora una fase prevalentemente preliminare e con molte incognite da risolvere, e fu quindi un gruppo di giovani padovani, e in particolare il fisico Pietro Bassi, a effettuare la sperimentazione. I problemi che Glazer non era riuscito a risolvere riguardavano principalmente il liquido con cui operare, spesso idrocarbur i facilmente infiammabili, e le condizioni di pressione e temperatura a cui questi liquidi andavano sottoposti. 
Inizialmente vennero realizzate cinque camere, ognuna delle quali risolveva i problemi della macchina precedente. Il primo successo concreto di questi esperimenti fu ottenuto nel 1955, dalla collaborazione tra Pietro Bassi, Paolo Mittner e Igino Scotoni, i quali riuscirono ad effettuare la prima fotografia europea delle tracce lasciate dai raggi cosmici. Questa camera conteneva come liquido il propano che, portato a temperatura di ebollizione e reso instabile da un brusco abbassamento di pressione (temperatura di 60 °C e pressione di 20 atmosfere), avrebbe raggiunto istantaneamente l’ebollizione se stimolato da una qualsiasi perturbazione. Di conseguenza, al passaggio delle particelle, si sarebbe verificata una formazione di bolle, permettendo la visualizzazione della traiettoria intrapresa dai raggi nell’attraversare il liquido. Questa, così come altre della serie, è ancora conservata ed esposta presso il museo.